# Борба (1902)
Вижте пояснителната страница за други значения на Борба.
„Борба“ е първият български вестник, издаван в САЩ. Излиза в Чикаго в 1902 година.
Вестникът се бори за автономия за Македония и Одринско. Издава се два пъти в месеца и се печата в българска кооперативна печатница на 4 страници.
Вестникът е официалният орган на първото официално регистрирано българско емигрантско сдружение в САЩ, българо-македонското дружество „Васил Левски“. Работи за създаването на българо-македонски комитет сред емигрантите в САЩ, които да помагат българското освободително движение в Македония.
Вестникът спира да се печата с брой 15 през октомври 1902 година според съобщение на редакционната колегия, но според литературни сведения се издава до средата на следващата 1903 година, до заминаването на редактора Марко Калудов за Филаделфия.